# Масо, Бартоломе
Бартоломе́ де Хесу́с Масо́-и-Ма́ркес (исп. Bartolomé de Jesús Masó y Márquez; 21 декабря 1830, Яра — 14 июня 1907, Мансанильо) — кубинский политический и военный деятель, генерал, борец за независимость Кубы от колониальной власти Испании на протяжении трёх войн, а затем президент «Сражающейся республики» (República en Armas) в 1897—1898 годах.

## Биография

### Ранние годы
Масо родился в состоятельной семье каталонца и кубинки из Баямо на ферме в Яре; позже он перебрался с родителями в прибрежный город Мансанильо. Получил образование в монастыре Санто-Доминго. В молодости поставил свою деятельность на службу коммерции и развивал интерес к литературе, а также сочинял стихи.
В 1851 году он выступил с речью протеста против казни Нарсисо Лопеса на гарроте. С этого события он находился под наблюдением колониальных властей.

### Первые битвы
Масо был одним из первых, кто в 1867 году присоединился к Карлосу Мануэлю де Сеспедесу и Франсиско Висенте Агилеру в поисках независимости Кубы, став их ближайшим соратником в Десятилетней войны (1868—1878). 10 октября 1868 года выступил с двумя братьями, встретив Сеспедеса в Ла-Демахагуа и приняв участие в неудачном восстании в Яре. Он участвовал в захвате Баямо, а также в освободительной борьбе в Игуани, Багуано, Рехондоне, Бермехе и других местах. Стал заместителем главнокомандующего Освободительной армией.
Вскоре после смерти Сеспедеса Масо был избран депутатом от департамента Орьенте, и когда Томас Эстрада Пальма был избран делегатом Кубинской революционной партии, то назначил его военным министром после смерти Хосе Марти. Когда Эстрада Пальма отправился в тюрьму, Масо вернулся в вооружённые силы в звании бригадного генерала .
Выступил против заключения соглашательского Санхонского пакта 1878 года, окончившего Десятилетнюю войну, и продолжил борьбу за независимость во время так называемой Малой войны (1879—1880). В 1879 году захвачен в плен, вместе с полковниками Рикардо и Исмаэлем Сеспедесами заключён в тюрьму сначала в крепости Кастильо-дель-Морро (Сантьяго-де-Куба), а затем в Кастильо-де-Санта-Каталина в Пуэрто-Рико. После этого вывезен в Испанию и переведён в испанскую тюрьму в Кадисе. Выйдя на свободу, он сначала посетил Барселону, а затем вернулся на Кубу, путешествуя по Франции, Англии, Швейцарии и Италии.

### Война за независимость
С началом 24 февраля 1895 года нового этапа национально-освободительной борьбы — Кубинской войны за независимость — вновь включился в борьбу за независимость Кубы. Из-за тяжелой болезни Гильермо Монкады Масо принял командование повстанцами в Орьенте до прибытия генерал-майоров Антонио Масео и Максимо Гомеса. Бои его частей начались в Баяте. 19 мая 1895 года он провёл рядом с Хосе Марти, павшим на следующий день в битве при Дос-Риос.
В сентябре 1895 года революционное собрание, известное как Ассамблея Химагуайю (Asamblea de Jimaguayú), избрало Масо вице-президентом независимой «сражающейся республики». Два года спустя, 30 октября 1897 года, он встретился с революционным правительством в Ла-Яйе, где был избран президентом. Он занимал этот пост до 7 ноября 1898 года.
На первых выборах президента независимой Кубинской республики в 1901 году он баллотировался против Томаса Эстрады Пальмы и был поддержан Независимой республиканской партией и Народной рабочей партией. Он снял свою кандидатуру под давлением Соединенных Штатов, которые обеспечили постоянное право вмешательства в дела молодой республики поправкой Платта, против которой после провозглашения Кубы республикой в 1902 году выступил Масо.
Бартоломе Масо умер 14 июня 1907 года в Мансанильо. Его останки захоронены на городском кладбище.